# Hampden Park
 (août 2021).
Si vous disposez d'ouvrages ou d'articles de référence ou si vous connaissez des sites web de qualité traitant du thème abordé ici, merci de compléter l'article en donnant les références utiles à sa vérifiabilité et en les liant à la section « Notes et références ».
Pour les articles homonymes, voir Hampden (homonymie).
Hampden Park est un stade de football de Glasgow (Écosse). Il est le stade national écossais depuis sa construction en 1903 mais aussi le stade du Queen's Park Football Club, club membre de la Scottish Professional Football League. Il a vu se dérouler de nombreuses rencontres sportives contre le « Auld Enemy » anglais, ainsi que plusieurs finales européennes.

## Origine
Le club de Queen's Park évolue à Hampden Park depuis 1873. Le stade actuel est en fait le troisième à porter ce nom. Le Hampden Park original est devenu depuis un terrain de boulingrin, le Hampden Bowling Club, tandis que le second Hampden, rebaptisé Cathkin Park, a été vendu au Third Lanark Athletic Club.
Queen's Park FC a acheté des terrains dans le quartier de Mount Florida en 1903 afin d'y construire l'actuel stade, conçu par l'architecte écossais Archibald Leitch. Lors de son inauguration, le 31 octobre 1903, le club s'imposa 1 à 0 face au Celtic Glasgow.

## Dimension record
Hampden était le plus grand stade du monde avec 149 415 places assises et debout, jusqu'à la construction du Maracanã à Rio de Janeiro en 1950, pour la coupe du Monde organisée pour la première fois de l’histoire, qui voit le match décisif du tournoi opposer le Brésil à l'Uruguay devant 199 854 spectateurs (174 000 officiellement)[réf. nécessaire]
Le Maracana devient alors à son tour le plus grand stade du monde avec un total de 200 000 places assises et debout réunies. 
Hampden Park est célèbre pour son ambiance et les chants des supporters écossais, d'après la légende le volume sonore intimidait les équipes visiteuses.

## Affluence
Le record d'affluence a été établi le 17 avril 1937 pour un match entre l'Écosse et l'Angleterre avec 149 415 spectateurs.
Pour ce qui est des matches du Queen's Park, le record a été établi en 1930 pour un match entre Queen's Park et les Rangers avec 95 722 spectateurs
Les moyennes de spectateurs pour les dernières saisons de Queen's Park sont :
- 2014-2015 : 608 (League Two)
- 2013-2014 : 425 (League Two)
- 2012-2013 : 519 (Division Three)

## Transport
Les gares les plus proches sont la gare de Mount Florida (en) et celle de King's Park (en), situées à 5 minutes à pied. Le stade est rapidement accessible depuis l'auroroute M74.

## Rénovations
Hampden fut rénové durant les années 1990, après la tragédie de Hillsborough et la parution du rapport Taylor. La tribune sud était alors la seule tribune couverte et équipée de places assises. Afin d'améliorer le confort et la sécurité des spectateurs la totalité des tribunes furent couvertes et les places debout entièrement remplacées par des places assises. Depuis l'achèvement de la dernière phase de travaux, en mai 1999, le stade a une capacité de 52 103 spectateurs.
Hampden Park est le seul stade écossais avec Ibrox Stadium à avoir obtenu le label « 5 étoiles » décerné par l'UEFA, remplacé depuis 2006 par la « catégorie 4 ».

## Événements importants

### Football

#### Coupe d'Écosse
Hampden Park accueille chaque année la finale de la coupe d'Écosse, trophée dont la première édition fut remportée en 1874 par le Queen's Park Football Club.

#### Ligue des Champions

##### 1960
Le 18 mai 1960, la finale de la Coupe des clubs champions européens (ancêtre de l'actuelle Ligue des champions), oppose le Real Madrid à l'Eintracht Francfort devant 130 000 spectateurs. Le match fut remporté 7 buts à 3 par les madrilènes emmenés par Alfredo Di Stéfano et Ferenc Puskás.

##### 1976
Le stade accueille la finale de l'édition 1975-1976. Le club de Saint-Étienne est battu par le Bayern de Munich de Franz Beckenbauer (1-0). Ce match a été baptisé « finale des  poteaux carrés » en raison de la forme des montants des buts installés dans le stade à cette époque et qui, par deux fois, repoussèrent des tentatives stéphanoises.

##### 2002
En 2002 le Real Madrid remporte pour la neuvième fois le trophée en disposant du Bayer Leverkusen, notamment grâce à une reprise de volée de Zinédine Zidane.

#### Coupe de l'UEFA

##### 2007
Le 16 mai 2007, Hampden Park a accueilli la finale de la coupe UEFA, remportée aux tirs au but par le Séville FC aux dépens de l'Espanyol de Barcelone.

#### Championnat d'Europe de football 2020
Quatre matchs de l'Euro 2020 ont lieu à Hampden Park.
| Date         | Heure | Équipe 1 | Résultat          | Équipe 2 | Tour               | Affluence |
| ------------ | ----- | -------- | ----------------- | -------- | ------------------ | --------- |
| 14 juin 2021 | 15 h  | Écosse   | 0 - 2             | Tchéquie | 1er tour, groupe D | 9 847     |
| 18 juin 2021 | 18 h  | Croatie  | 1 - 1             | Tchéquie | 1er tour, groupe D | 5 607     |
| 22 juin 2021 | 21 h  | Croatie  | 3 - 1             | Écosse   | 1er tour, groupe D | 9 896     |
| 29 juin 2021 | 21 h  | Suède    | 1 - 1 a. p. 1 - 2 | Ukraine  | Huitième de finale | 9 221     |

### Concerts
L'enceinte d'Hampden permet également l'accueil de concerts de musique pendant la période estivale. Lors de ces évènements, le stade peut accueillir jusqu'à 90 000 personnes dont près de 55 000 spectateurs en tribunes.
Principaux concerts depuis 1990 :
- The Rolling Stones – Urban Jungle Tour – 9 juillet 1990 et A Bigger Bang Tour – 25 août 2006
- Rod Stewart – 3 juillet 1999 et 6 juillet 2007
- Tina Turner – 7 juillet 2000
- Bon Jovi – One Wild Night Tour – 8 juin 2001, Have a Nice Day Tour – 3 juin 2006 & Lost Highway Tour – 21 juin 2008
- The Eagles – 2001 World Tour – 22 juillet 2001, Farewell I Tour – 23 juin 2006 & The Long Road out of Eden Tour – 4 juillet 2009
- Robbie Williams – Weddings, Barmitzvahs & Stadiums Tour – 4–5 août 2001 et Close Encounters Tour – 1–2 septembre 2006
- Eminem, Obie Trice, Xzibit, D12 et Cypress Hill –  24 juin 2003
- Live & Loud – 27 juillet 2003, 20 juin 2004 et 26 juin 2005
- U2 – Vertigo Tour – 21 juin 2005 et U2 360° Tour – 18 août 2009
- Oasis – 29 juin 2005
- George Michael – 17 juin 2007
- Red Hot Chili Peppers – 23 août 2007
- Neil Diamond – 5 juin 2008
- Take That – 19–21 juin 2009
- AC/DC – 30 juin 2009
- Bruce Springsteen et The E Street Band – 14 juillet 2009
- Coldplay, Jay-Z et White Lies – 16 septembre 2009
- Paul McCartney – 20 juin 2010
- Pink – 26 juin 2010
- Rihanna - Anti World Tour - 27 juin 2016
- Beyoncé - The Formation World Tour - 7 juillet 2016
- Ed Sheeran  - 1,2 et 3 juin 2018
- Beyoncé et Jay-Z - OTR II - 9 juin 2018

## Galerie

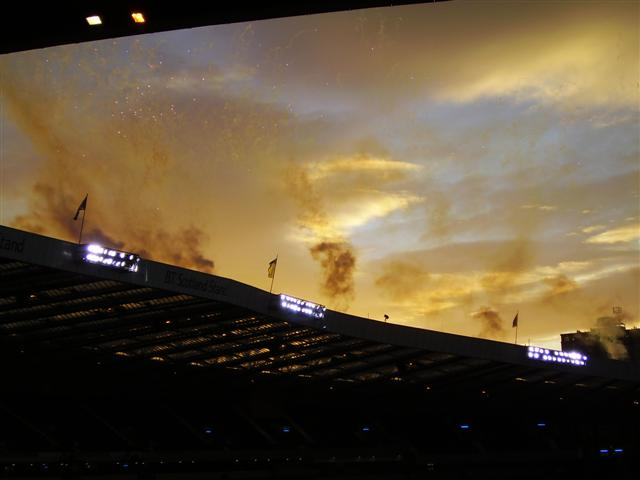
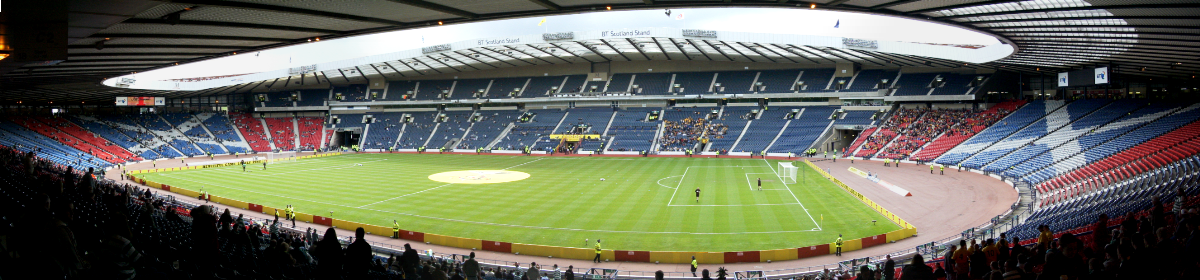